# Qualitätslenkung
Qualitätslenkung (oder Qualitätssteuerung) ist Teil des Qualitätsmanagements, der sich mit dem Abgleich der Prüfergebnisse mit den Sollvorgaben befasst.

## Hintergrund
Qualitätslenkung ist ein Teil der Qualitätssicherung. Die Hauptfunktionen der Qualitätssicherung sind die Qualitätsplanung, Qualitätsprüfung und Qualitätslenkung. Die sich aus der Qualitätsprüfung ergebenden Prüfergebnisse werden im Rahmen der Qualitätslenkung ausgewertet.
Nach EN ISO 9000:2005 Punkt 3.2.10 ist die Qualitätslenkung der Teil des Qualitätsmanagements, der auf die Erfüllung von Qualitätsanforderungen gerichtet ist. Qualitätslenkung umfasst dabei Arbeitstechniken und Tätigkeiten sowohl zur Überwachung eines Prozesses als auch zur Beseitigung von Ursachen nicht zufriedenstellender Ergebnisse. Maßnahmen der Qualitätslenkung und Maßnahmen der Qualitätssicherung/QM-Darlegung stehen zueinander in Wechselbeziehung.
(Nach EN ISO 8402, August 1995, Ziffer 3.4 war Qualitätslenkung als „Arbeitstechnik und Tätigkeit, die zur Anwendung kommt, um Qualitätsforderungen zu erfüllen“ definiert. Diese Norm wurde mit 2000-12-00 zurückgezogen und durch ISO 9000:2000 ersetzt. Im September 2005 wurde die Revision der ISO 9000 als EN ISO 9000:2005 veröffentlicht.)

## Revision ISO 9000:2015
Seit der Revision der Norm ISO 9000 (DIN EN ISO 9000:2015) im November 2015 ist der Begriff „Qualitätslenkung“ ohne eine Veränderung seiner Bedeutung durch den Begriff „Qualitätssteuerung“ ersetzt worden.

## Bestandteile
Zur Qualitätslenkung/Qualitätssteuerung gehört:
- Reklamationsmanagement: Unternehmensweit fällt Informationspotential durch Reklamationen auf. Die soll nicht nur zur Beseitigung der Reklamation als solche genutzt werden, sondern muss bei der Verfolgung von internen, Lieferanten- und Kunden-Reklamationen zur Optimierung auch bereichsübergreifender Prozesse genutzt werden.
- Dokumentenlenkung: Die eingeführten integrierten Managementsysteme stellen hohe Anforderungen an die Verwaltung der Qualitätsdokumente. Eine papierlose Lenkung und Verteilung der Dokumente minimiert Zeitaufwand und Fehlerquellen.